# Ruth Lawanson
Ruth Modupe Lawanson, född 27 september 1963 i Ibadan i Nigeria, är en amerikansk före detta volleybollspelare.
Lawanson blev olympisk bronsmedaljör i volleyboll vid sommarspelen 1992 i Barcelona. Hon är kusin med Foluke Gunderson som även hon tagit OS-medaljer med USA:s damlandslag.